# Lacanobia blenna
Lacanobia blenna (tên tiếng Anh: Stranger) là một loài bướm đêm thuộc họ Noctuoidea. Nó được tìm thấy ở miền nam châu Âu, phía đông đến Turkmenistan.
Sải cánh dài 36–44 mm. Con trưởng thành bay từ tháng 5 đến tháng 8 tùy theo địa điểm.
Ấu trùng ăn Sea beet và Salsola kali.

## Hình ảnh

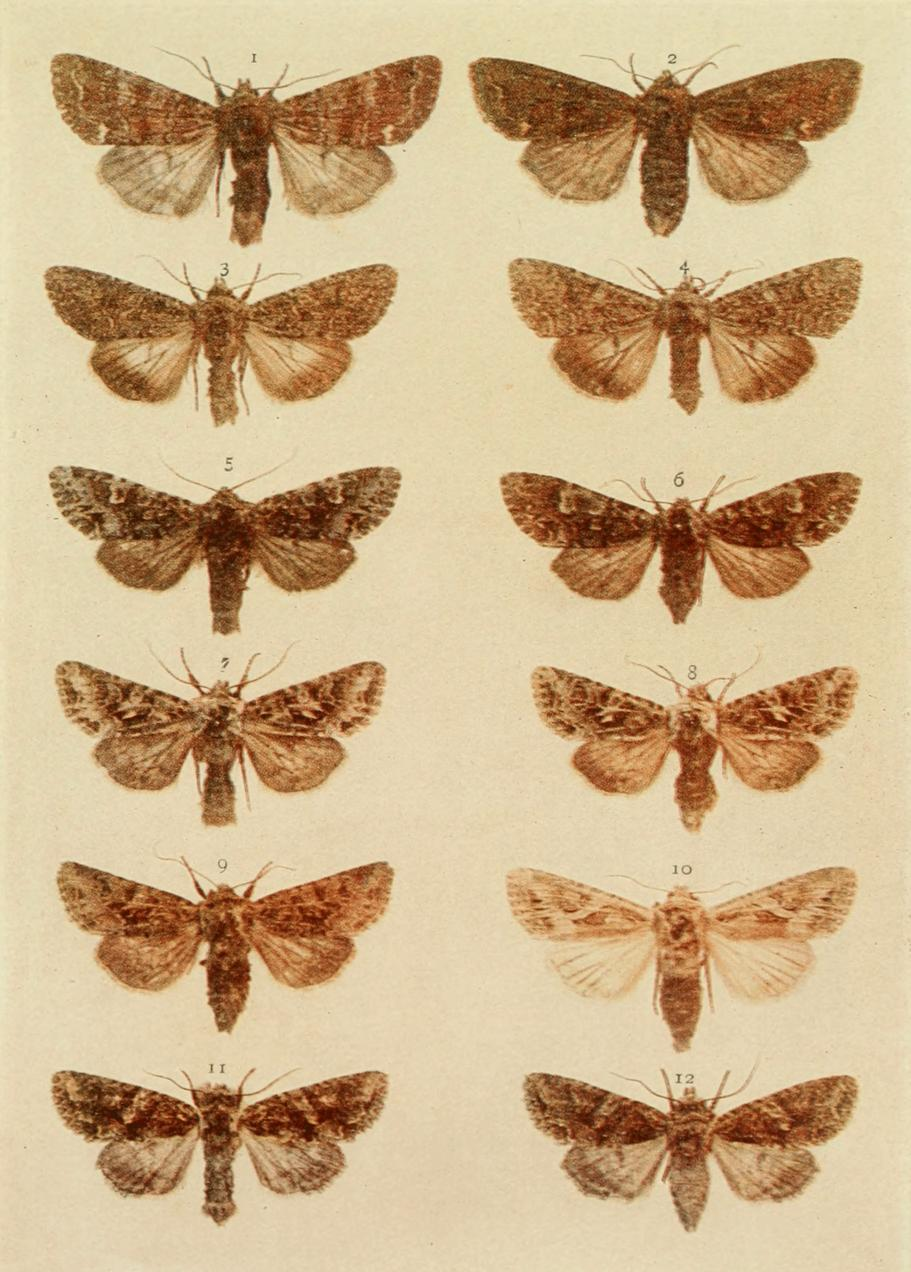